# Pałkowce
Pałkowce (Typhales Dumort.) – rząd roślin wodnych lub błotnych wyróżniany w niektórych systemach klasyfikacyjnych roślin okrytonasiennych. 

## Systematyka
Pozycja i podział według systemu Reveala (1993–1999)
Gromada okrytonasienne (Magnoliophyta Cronquist), podgromada Magnoliophytina Frohne & U. Jensen ex Reveal, klasa jednoliścienne (Liliopsida Brongn.), podklasa komelinowe (Commelinidae Takht.), nadrząd Typhanae Thorne ex Reveal, rząd pałkowce (Typhales Dumort.).
Do rzędu zaliczane w tym ujęciu były dwie rodziny:
- rodzina: jeżogłówkowate (Sparganiaceae F. Rudolphi)
- rodzina: pałkowate (Typhaceae Juss.)

Pozycja i podział według systemu Cronquista (1981)
Jeden z rzędów w obrębie podklasy komelinowych Commelinidae w klasie jednoliściennych (Liliopsida). Dzielił się podobnie jak u Reveala na dwie rodziny: jeżogłówkowatych i pałkowatych.
Pozycja według APweb (aktualizowany system APG III z 2009)
Takson nie wyróżniany. Zaliczane do niego w innych systemach rośliny łączone są w jedną rodzinę pałkowatych (obejmującą także rodzaj jeżogłówka Sparganium). Rodzina ta wraz z siostrzaną rodziną bromeliowatych Bromeliaceae stanowi klad bazalny w obrębie rzędu żabieńcowców (Alismatales).